# Shūgorō Yamamoto
Shūgorō Yamamoto, (山本 周五郎, Yamamoto Shūgorō), pseudonimo di Satomu Shimizu (清水 三十六, Shimizu Satomu; 22 giugno 1903 – 14 febbraio 1967), è stato uno scrittore giapponese di romanzi e racconti del periodo Showa.
Scrittore di genere popolare è noto per aver pubblicato opere usando almeno 14 diversi pseudonimi. Le sue opere hanno spesso fornito materia per lungometraggi, come nel caso di Barbarossa, film del 1965 diretto da Akira Kurosawa (tratto da Il racconto del Dottor Barbarossa) e Sabu, pellicola del 2002 diretta da Takashi Miike (tratto dall'omonimo racconto del 1963).

## Opere principali
- 日本婦道記 (Vite di grandi donne giapponesi) (1942–1945)
- 樅ノ木は残った (Ciò che resta dell'abete) (1954–1958)
- 赤ひげ診療譚 (Il racconto del Dottor Barbarossa) (1958)
- 青べか物語 (Il racconto della barca blu Beka) (1960)
- 季節のない街 (Una città senza stagioni) (1962)
- さぶ (Sabu) (1963)